# Louis Léon César Faidherbe
Louis Léon César Faidherbe, francoski general in vojaški teoretik, * 3. junij 1818, † 28. september 1889.